# Solanum viride
Espèce
Solanum viride est une espèce de plantes dicotylédones de la famille des Solanaceae, sous-famille des Solanoideae, originaire des îles de l'Océanie.
Les fruits et les feuilles de cette plante sont comestibles. La plante était utilisée comme condiment à l'occasion de festins cannibales aux îles Fidji ; elle était censée faciliter la digestion de la chair humaine. Cela a conduit à une fascination macabre générale pour l'espèce et lui a valu le nom anglais commun de « cannibal's tomato » (tomate des cannibales).

## Description
Solanum viride est un arbuste ou arbrisseau ligneux, inerme pouvant atteindre 3 mètres de haut.
Les feuilles simples, alternes, ont un limbe lancéolé ou ovale, cartacé, de 5 à 13 cm de long sur  2,4 à 5 cm de large. Le limbe au bord entier, sinueux ou lobé, à la base arrondie, cunéée ou brièvement atténuée et à l'apex aigu à acuminé, présente de 7 à 10 nervures de chaque côté de la nervure médiane qui est saillante sur les deux faces. Le pétiole, de 0,5 à 2,4 cm de long, est cannelé au-dessus, glabre à densément pubescent.
L'inflorescence est une cyme axillaire ou terminale, composée de nombreuses fleurs, portée chacune par un pédicelle de 4 à 20 mm de long.
Les fleurs, à symétrie pentamère, parfois tétramère, sont composées d'un calice à sépales soudés, de 2 à 7 mm de long, présentant 5 lobes, et d'une corolle arrondie, de couleur blanche ou blanc jaunâtre, à pétales soudés divisés presque jusqu'à la base en 5 lobes de 5 à 12 mm de long. Elle est souvent pubescente à l'extérieur. Les étamines, au nombre de cinq, aux anthères de couleur jaune, sont adnées à la corolle. L'ovaire, supère, est surmonté d'un style court, au stigmate capité.
Le fruit est une baie globuleuse, glabre, de 0,8 à 3 cm de diamètre, verte à l'état immature, virant au rouge à maturité, évoquant une petite tomate. L'endocarpe est juteux. Cependant, la fermeté du fruit et la consistance coriace de l'enveloppe externe le rapprochent de l'aubergine. Le fruit contient de nombreuses graines aplaties, réniformes ou orbiculaires, de 2,2 à 2,6 mm de large sur 2,3 à 2,8 mm de long.

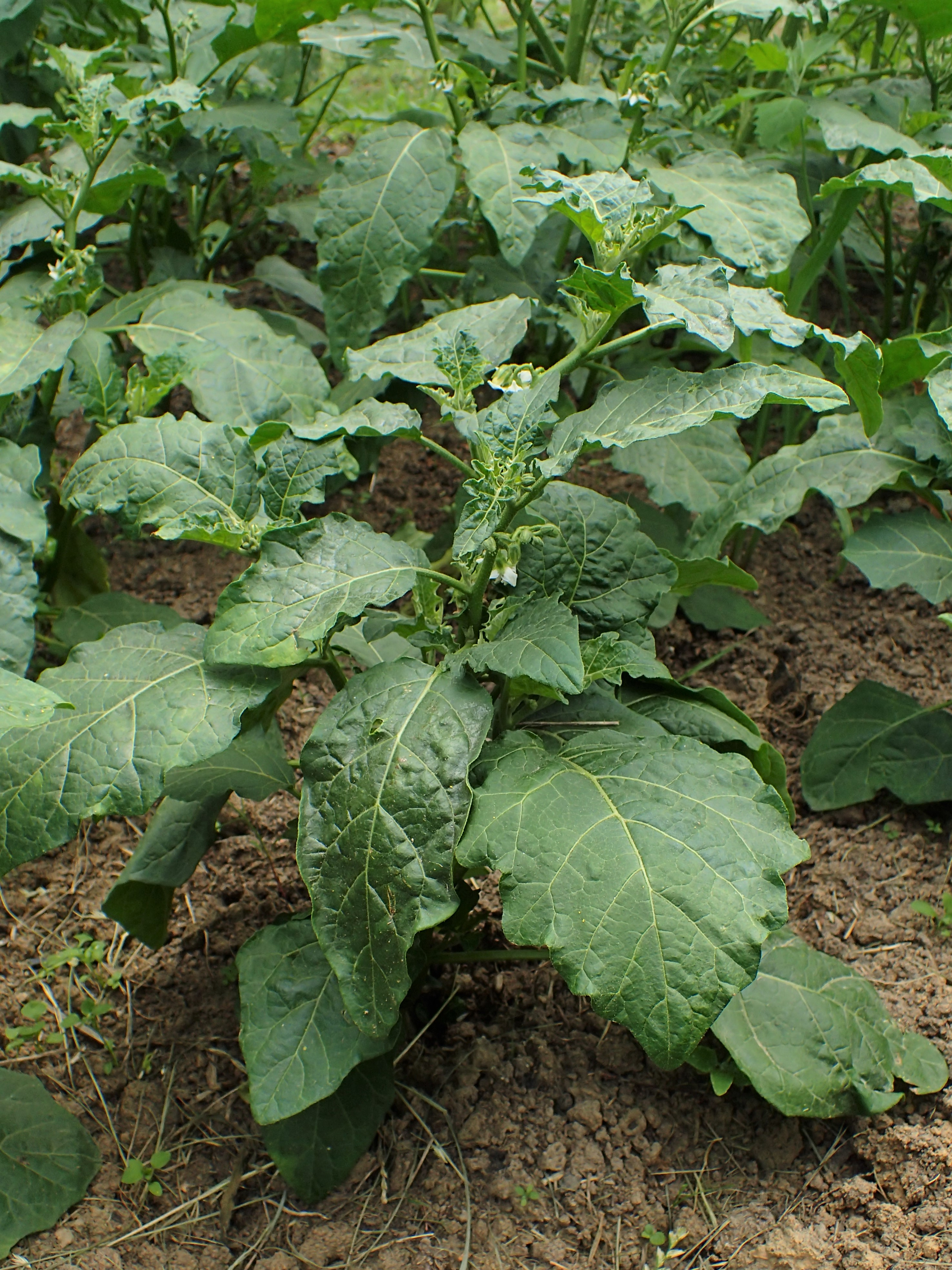
Port de la plante.
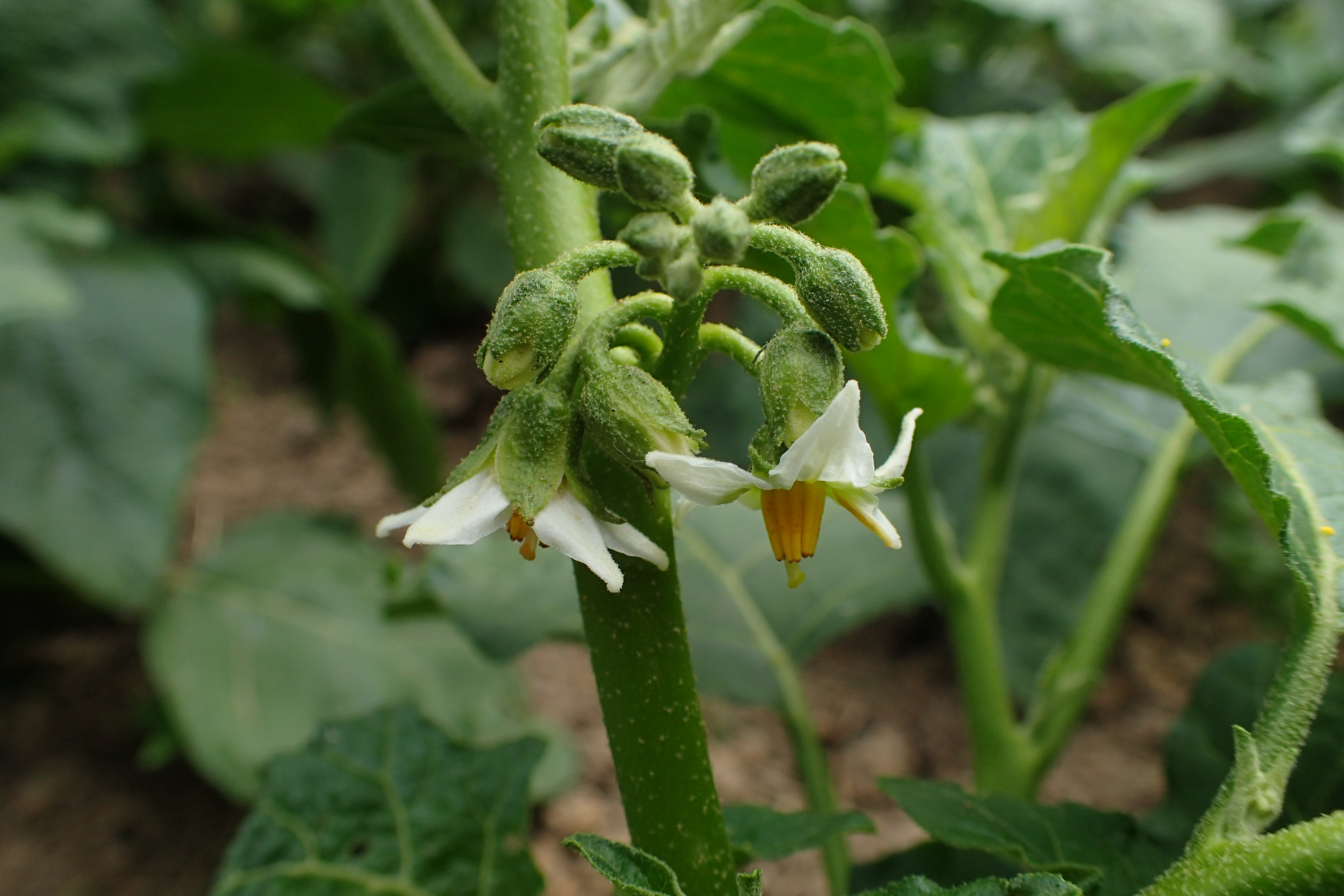
Fleurs.
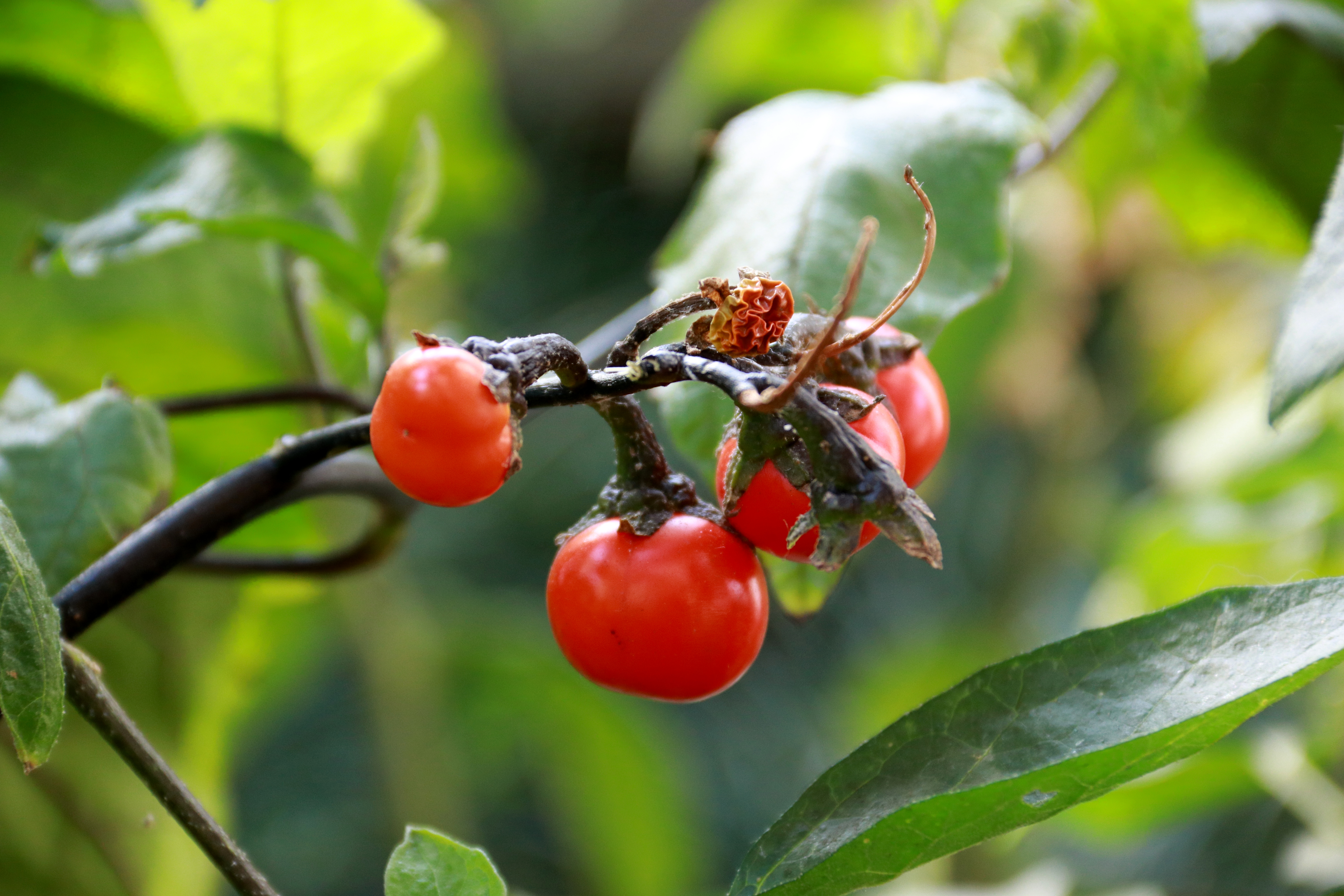
Fruits.

## Distribution et habitat
L'aire de répartition originelle de Solanum viride englobe les îles et archipels suivants : îles Cook, Fidji, îles Marquises, Niue, Samoa, archipel de la Société, Tokelau-Manihiki, Tonga, îles Tuamotu, Tubuai. L'espèce a été introduite dans l'archipel de Hawaï.
Cette espèce, qui se rencontre du niveau de la mer à 300 m d'altitude, est cultivée mais aussi présente à l'état sauvage dans les forêts, les fourrés et le long des rivages.

## Taxinomie

### Noms vernaculaires
En Polynésie française, cette plante est désignée par divers noms vernaculaires : poro’iti (Mangareva), porohiti, oupoo, upoo (Marquises), porohiti, poro, poro’iti, öporo, pogo (îles australes), poroporo, poroporo tohitika, köporoporo, pütämagamaga, pütämagomago, porohiti (Tuamotu).
A Niue, où la plante est rare, elle porte le nom de polo iti.

### Synonymes
Selon Plants of the World online (POWO) (24 juin 2021) :
- Solanum angustior H.St.John[2]
- Solanum anthropophagorum Seem.
- Solanum cymosum Banks ex Dunal
- Solanum lydgatei H.St.John
- Solanum macdanielsii H.St.John
- Solanum ornans Witasek
- Solanum patameense Witasek
- Solanum patameense var. grandifolium  Witasek[2]
- Solanum patameense var. parviifolium  Witasek[2]
- Solanum polynesicum H.St.John
- Solanum savaiense Witasek
- Solanum tongaense St.John
- Solanum tuamotuense St.John
- Solanum upolense Witasek
- Solanum uporo Dunal
- Solanum viride Sol. ex G.Forst.

- Solanum angustior H.St.John